# Derek Norris
Derek Russell Norris, ameriški bejzbolist, * 14. februar 1989, Goddard, Kansas, ZDA.
Norris je poklicni lovilec in je trenutno član ekipe San Diego Padres.

## Srednješolska kariera
Norris je zaključil šolanje v svojem rojstnem kraju na Goddard High School leta 2007. Navkljub navidezno podobnim dosežkom ni v sorodu z igralcem Chuckom Norrisem. "RISE Magazine" ga je imenoval za Igralca leta Kansasa sezone 2006-2007.  
Z Wichita State University, ki mu je ponudila štipendijo za igranje bejzbola pri njej, je sklenil načelno zavezo o igranju za univerzo. 

## Poklicna kariera

### Nižje podružnice
Norris je bil izbran v 4. krogu nabora lige MLB leta 2007 s strani ekipe Washington Nationals.  
Sezono 2007 je preživel z ekipo GCL Nationals, podružnico ekipa na novinski stopnji Gulf Coast League. Nato je Norris kar precej menjal ekipe: leto 2008 je preživel v Vermontu  leto 2009 v Hagerstownu, leto 2010 z ekipo Potomac Nationals na stopnji Class-A Advanced in leto 2011 z ekipo Harrisburg Senators na stopnji Class-AA.  Baseball America ga je ocenila kot 38. najobetavnejšega mladega igralca v bejzbolu pred sezono 2010 in 72. pred sezono 2011, pred katero je bil prav tako ocenjen kot 2. najboljši v ekipi.
23. decembra 2011 je bil v zameno za Gia Gonzáleza in Roberta Gilliama skupaj z  Bradom Peacockom, Tomom Miloneom in A.J. Coleom poslan k ekipi Oakland Athletics.

### Glavna bejzbolska liga (MLB)
Prvič je v ligi nastopil 21. junija 2012. Vpoklican je bil v vlogo nadomestnega lovilca za Kurtom Suzukijem, ki je imel težave v napadu. Kljub temu, da na svoji prvi tekmi ni dosegel udarca v polje v treh poskusih, pa je napravil ključno potezo v obrambi, ko je izločil Deeja Gordona med krajo drugo baze. 24. junija 2012 je v spodnjem delu 9. menjave odbil svoj prvi domači tek, ki je povrhu vsega zaključil tekmo z zmago njegove ekipe, po tem ko je domov poslal tri teke za končni izid 4:2.